# 小伞报春
小伞报春（学名：Primula sertulum）为报春花科报春花属下的一个种。

## 扩展阅读
- 維基物種上的相關：小伞报春